# Haplotaxodon
Рід налічує 2 види риб родини цихлові.

## Види
- Haplotaxodon microlepis Boulenger 1906
- Haplotaxodon trifasciatus Takahashi & Nakaya 1999

## Переглянуті (старі) назви
- Haplotaxodon melanoides див. Benthochromis melanoides (Poll 1984)
- Haplotaxodon tricoti див. Benthochromis tricoti (Poll 1948)